# S/S Bore (1960)
S/S Bore, senare S/S Borea och M/S Kristina Regina, var den första egentliga bilfärjan (Ro-pax) på linjen Åbo–Stockholm och samtidigt ett av de sista ångfartygen som byggts i Skandinavien. Åren 1987–2010 fungerade hon som kryssningsfartyg i olika vatten och är nu hotell och museifartyg i Åbo.

## Historik
S/S Bore byggdes på Oskarshamns Varv AB för denna linje och sjösattes och togs i bruk 1960. År 1977 såldes hon till Jakob Lines och trafikerade under namnet S/S Borea rutten Jakobstad–Skellefteå fram till 1984. Efter kortare tjänst hos diverse ägare såldes hon 1987 till Kotkan Rannikkolinjat (senare Kristina Cruises) och döptes om till Kristina Regina. Det Kotka-baserade rederiet bytte ut den ursprungliga ångmaskinen mot dieselmotorer. Fartyget tjänstgjorde som kryssningsfartyg på Östersjön, Medelhavet, Röda havet och i arktiska farvatten. Trafiken upphörde i augusti 2010, varefter fartyget rustades upp i Nådendal och flyttades till Aura å i Åbo, där hon 2011 blev museifartyg och vandrarhem.
Fartyget var ett av de sista ångfartyg som byggdes i Skandinavien. År 1987 byttes ångmaskinen med turbokompressor, avsedd att erbjuda tyst gång, ut mot två Wärtsilä dieselmotorer på 1 500 hk vardera, ämnade ursprungligen för ellokomotiv.